# Marlis Rahman
Marlis Rahman (9 tháng 6 năm 1942 – 28 tháng 7 năm 2018) là chính trị gia và nhà giáo dục người Indonesia. Ông giữ chức Thống đốc Tây Sumatra trong 8 tháng từ năm 2009 đến 2010, trước đó là phó thống đốc từ năm 2005 đến 2009. Trước đây ông là hiệu trưởng Đại học Andalas.

## Đầu đời và sự nghiệp giảng viên
Rahman sinh ngày 9 tháng 6 năm 1942 tại Bukittinggi, là con út trong gia đình có 5 người con. Cha ông là Malin Batuah, một người lái xe kéo, còn mẹ Lian là nội trợ. Ông hoàn thành bậc giáo dục tiểu học, trung học cơ sở và trung học phổ thông tại các trường công lập ở Bukittinggi, trước khi tiếp tục học tại Đại học Andalas. Khi ở Andalas, ông hoạt động tích cực trong đoàn sinh viên, sau đó là tổ chức KAMI và Hiệp hội Sinh viên Hồi giáo. Sau đó, ông được cử đến Học viện Công nghệ Bandung để hoàn thành bằng cấp và nhận bằng cử nhân Sinh học năm 1970. Tiếp đó, ông công tác tại khoa sinh học ở Andalas, trở thành thư ký của khoa vào giữa những năm 1970. Năm 1977, ông trở thành giám đốc trường Trung học Semen Padang.
Năm 1978, Rahman trở thành trưởng khoa khoa học tự nhiên Đại học Andalas, giữ vị trí này cho đến năm 1983. Sau đó tiếp tục nghiên cứu tại Đại học Ohio, nhận bằng thạc sĩ thực vật học và tiến sĩ năm 1989. Trở về Andalas, ông tiếp tục giữ vai trò trưởng khoa từ năm 1990 đến năm 1994. Năm 1997, ông trở thành hiệu trưởng của trường đại học này.

## Sự nghiệp chính trị
Rahman tranh cử khi là ứng cử viên liên danh với Gamawan Fauzi trong cuộc bầu cử thống đốc Tây Sumatra năm 2005, cả hai giành chiến thắng với 41,54% phiếu bầu trong cuộc đua năm ứng cử viên. Cả hai tuyên thệ nhậm chức ngày 15 tháng 8 năm 2005.
Ngày 23 tháng 10 năm 2009, Fauzi từ chức thống đốc do được bổ nhiệm giữ chức Bộ trưởng Nội vụ, Rahman đảm nhiệm vai trò quyền thống đốc tỉnh. Rahman thực hiện nghi thức tuyên thệ thống đốc trước Fauzi vào ngày 7 tháng 12 năm 2009, địa điểm dự kiến diễn ra tại bãi đậu xe của tòa nhà hội đồng tỉnh vì phòng chính bị thiệt hại nặng sau một trận động đất.
Ông tranh cử với tư cách là ứng cử viên trong cuộc bầu cử thống đốc năm 2010, nhưng xếp vị trí thứ hai trong cuộc đua năm ứng cử viên với Irwan Prayitno kế nhiệm trở thành thống đốc.

## Qua đời
Rahman qua đời vào ngày 28 tháng 7 năm 2018 tại nhà riêng ở Padang. Mặc dù tang lễ ông có thể được thực hiện theo nghi thức quốc tang và thi hài được đưa đến văn phòng thống đốc, nhưng điều này đã bị hủy bỏ theo yêu cầu của gia đình ông. Ông được an táng tại một nghĩa trang ở Padang.